# Wzgórza Ratowników

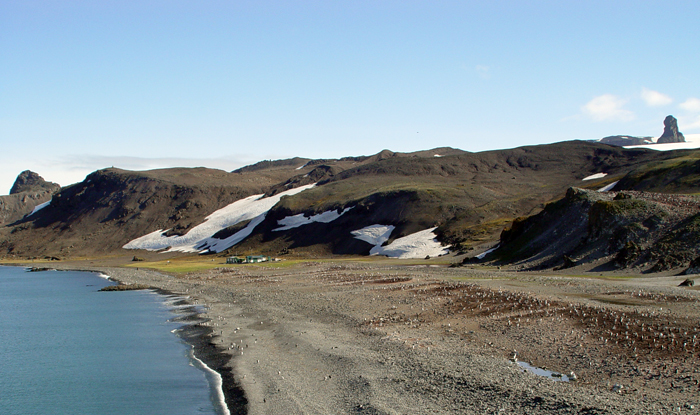
Widok na Wzgórza Ratowników z brzegów Zatoki Admiralicji.
W oddali widoczne:
- zabudowania Pieter Lenie Station na zielonej łące przy plaży
- Iglica Czajkowskiego blisko prawej krawędzi zdjęcia ponad wzgórzami
- Sphinx Hill blisko lewej krawędzi za wzgórzami

Wzgórza Ratowników (ang. Rescuers Hills) - wzgórza na Wyspie Króla Jerzego, na zachodnim brzegu Zatoki Admiralicji, między Przylądkiem Llano a wzgórzem Sphinx Hill i północno-wschodnią krawędzią Lodowca Sfinksa. Najwyższym szczytem jest Krzemień (152 m n.p.m.). U wschodnich podnóży wzgórz ciągnie się plaża Copacabana, na której zlokalizowano amerykańską stację antarktyczną Pieter Lenie. Wzdłuż północnych podnóży biegnie Potok Petrela. Wzgórza znajdują się na terenie Szczególnie Chronionego Obszaru Antarktyki "Zachodni brzeg Zatoki Admiralicji" (ASPA 128).
Wzgórza zostały nazwane na cześć trzech członków polskiej ekspedycji naukowej ze Stacji Antarktycznej im. H. Arctowskiego - W. Kowalewskiego, L. A. Kumocha i K. Zubka, którzy latem 1977/1978 roku zorganizowali operację ratunkową dla ocalenia życia K. Birkenmajera i S. Baranowskiego, którym przydarzył się poważny wypadek w tym rejonie.